# Tom Snyder

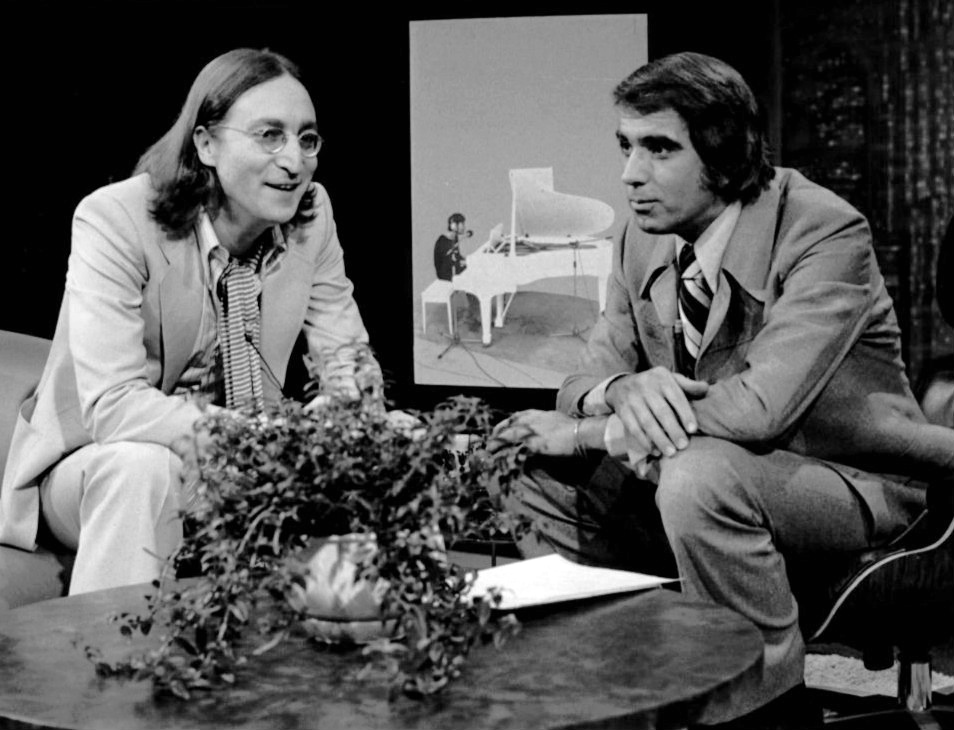
Tom Snyder intervjuar John Lennon 1975.

Thomas James "Tom" Snyder, född 12 maj 1936 i Milwaukee, Wisconsin, död 29 juli 2007 i San Francisco, Kalifornien, var en amerikansk journalist och TV-programledare. Han är känd för att ha varit programledare för pratshowerna The Tomorrow Show (1973–1981) och The Late Late Show (1995–1999).

## Biografi
Som värd för The Tomorrow Show intervjuade Snyder en lång rad kändisar, bland andra John Lennon, Charles Manson och KISS. Snyder intervjuade KISS den 31 oktober 1979. Detta program har blivit känt på grund av att gruppens sologitarrist Ace Frehley var påtagligt berusad.